# Richard Arauner
 (septembre 2024).
Si vous disposez d'ouvrages ou d'articles de référence ou si vous connaissez des sites web de qualité traitant du thème abordé ici, merci de compléter l'article en donnant les références utiles à sa vérifiabilité et en les liant à la section « Notes et références ».
Richard Arauner, né le 19 avril 1902 à Solnhofen et mort le 1er novembre 1936 à Tabarz, était un fonctionnaire nazi et un SS-Oberführer.

## Biographie
Ses parents étaient protestants et propriétaires d'une carrière de pierre.
Arauner étudie l'agriculture et obtient son diplôme dans ce domaine.
En 1923, il rejoint le Bund Oberland et participe aussi au Putsch de la Brasserie.
Le premier mai 1933, il rejoint le Parti national-socialiste des travailleurs allemands puis la SS en octobre.
Il préside le Conseil des agriculteurs du Reich de 1934 à 1936.
En 1936, il devient « Oberführer » et meurt en novembre de la même année lors d'un accident d'avion. Il est enterré à Goslar en Basse-Saxe.